# Quœux-Haut-Maînil
Quœux-Haut-Maînil là một xã trong tỉnh Pas-de-Calais, vùng Hauts-de-France, Pháp.

## Địa lý
Quœux-Haut-Maînil có cự ly 33 dặm (53 km) phía tây Arras, tại giao lộ của các tuyến đường D101 và D117.

## Dân số
| 1962                                                              | 1968 | 1975 | 1982 | 1990 | 1999 | 2006 |
| ----------------------------------------------------------------- | ---- | ---- | ---- | ---- | ---- | ---- |
| 300                                                               | 334  | 309  | 328  | 273  | 262  | 246  |
| Số liệu điều tra dân số tính từ năm 1962, dân số chỉ tính một lần |      |      |      |      |      |      |

## Địa điểm nổi bật
- Nhà thờ St.Jacques, thế kỷ 15.
- Nhà thờ St.Thomas.